# Chiesa di Sant'Anna dei Lombardi
La chiesa di Sant'Anna dei Lombardi è una chiesa monumentale di Napoli, sita in piazza Monteoliveto, non lontana dalla piazza del Gesù Nuovo.
I lavori all'interno di Benedetto da Maiano, Antonio Rossellino e Giorgio Vasari fanno della chiesa una delle più rilevanti testimonianze del Rinascimento toscano a Napoli.

## Storia
La chiesa venne fondata nel 1411 da Gorello Origlia, protonotario del re Ladislao di Durazzo, che patrocinò la costruzione di una piccola chiesa detta di santa Maria di Monteoliveto, affidata ai padri olivetani. La fabbrica fu sottoposta a radicali lavori di ampliamento da parte di Alfonso II d'Aragona re di Napoli e ben presto divenne tra le favorite della corte aragonese.
La chiesa testimonia lo stretto legame tra la città e la Toscana, dimostrando che già a quei tempi si era insediata a Napoli una fitta "colonia" fiorentina di mercanti, artigiani e banchieri; non a caso i negoziati tra Antonio Piccolomini e gli scultori Antonio Rossellino e Benedetto da Maiano sulla costruzione e la decorazione della cappella omonima presente in chiesa furono portati avanti dalla famiglia Strozzi, che aveva a Napoli una filiale della loro banca attraverso cui facevano pagamenti agli artisti.
Nel XVII secolo la chiesa fu ritrasformata da Gaetano Sacco mentre nel 1798 Ferdinando I delle Due Sicilie dispose l'allontanamento degli olivetani. Così l'arciconfraternita dei Lombardi, all'epoca in un'altra chiesa divenuta da poco inagibile per via del crollo del soffitto, dedicata a sant'Anna e situata nelle vicinanze, nell'omonima via tra il palazzo Ventapane e il palazzo Carafa di Maddaloni, colse l'occasione per spostarsi nella chiesa di Monteoliveto che cambiò dunque denominazione nel 1801, assumendo il nome di Sant'Anna dei Lombardi.
Parte della facciata fu ricostruita dopo la seconda guerra mondiale per via di gravi danni subiti durante i bombardamenti alleati, in particolar modo nell'atrio gotico.

## Descrizione

### Pianta
| 1. Cappella Piccolomini 2. Cappella d'Avalos 3. Cappella dei Santi Mauro e Placido 4. Cappella Porcinari 5. Cappella di San Giovanni Battista 6. Cappella Tolosa 7. Cappella Savarese 8. Abside 9. Cappella d'Alessandro e Orefice 10. Cappella dell'Assunta 11. Sacrestia Nuova 12. Sacrestia del Vasari (o Sacrestia Vecchia) 13. Oratorio del Santo Sacramento a) Cappella Fiodo b) Cappella Origlia c) Cappella del Compianto 14. Cappella di San Cristoforo 15. Cappella Scala 16. Cappella di Sant'Antonio da Padova 17. Cappella di Santa Francesca Romana 18. Cappella Mastrogiudice 19. Cappella Correale | Pianta |

### Esterno
La chiesa presenta fermenti artistici tipici nel rinascimento fiorentino, soprattutto dal punto di vista architettonico; le grandi cappelle a pianta centrale rimandano chiaramente alle analoghe costruzioni fiorentine e l'intervento di Benedetto da Maiano è da mettere in relazione alle cappelle Piccolomini e Correale.
Il resto dell'edificio si presenta invece nella veste che le fu data nel XVII secolo, sacrificando l'originaria in stile gotico, di cui rimangono alcune finestre tamponate visibili all'esterno, sui lati, e l'atrio, in piperno caratterizzato dall'arco a sesto ribassato tipico del tardogotico napoletano, ricostruito, comunque, dopo i bombardamenti nel 1943. 
La facciata della chiesa è composta da un arco in piperno; nell'atrio gotico è conservata l'edicola sepolcrale di Domenico Fontana, costruita nel 1627 dai figli Sebastiano e Giulio Cesare Fontana e proveniente dalla distrutta chiesa di Sant'Anna.

### Interno

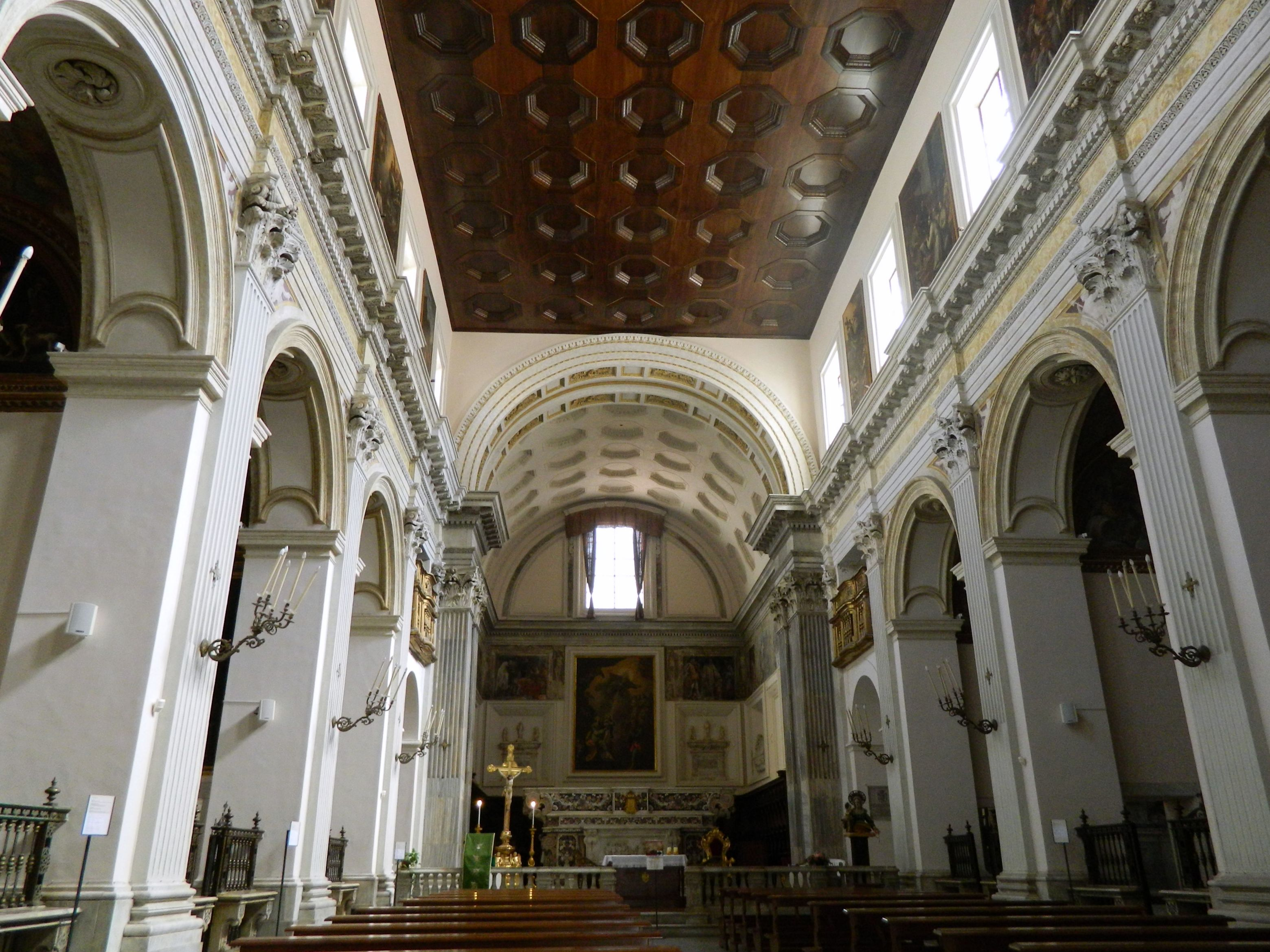
Interno

L'interno è a navata unica, senza transetto, senza cupola e tetto a botte coperto da un soffitto cassettonato; le cappelle sono cinque a lato, più altre tre nel presbiterio, due sul lato sinistro e una su quello destro, più un passaggetto che conduce ad altri luoghi del monastero (l'oratorio del Santo Sepolcro, la cappella dell'Assunta, la sacrestia Nuova e quella Vecchia del Vasari). Tra le cappelle laterali spiccano la Correale, con architettura ispirata alla maniera di Giuliano da Maiano in cui trovano alloggio sculture del fratello Benedetto; la Tolosa, di Giuliano da Maiano con sculture della bottega dei Della Robbia e affreschi di Cristoforo Scacco di Verona; e la cappella Piccolomini, tra le più riuscite dei modi fiorentini. Nelle altre invece sono presenti tombe della nobiltà napoletana del XV secolo con decorazioni in fresco di Giuseppe Simonelli, di Baldassarre Aloisi, Nicola Malinconico, Francesco Solimena e altri.
Tra le finestre poste sulla fascia superiore della navata, sotto la volta, sono dieci tele ritraenti Scene della vita di san Bernardo Tolomei ed i primordi dell'ordine olivetano, eseguite nel 1720 da Gabriele De Sabato.
La controfacciata ospita nella parte  inferiore, ai lati del portone d'ingresso, due altari gentilizi: a sinistra quello della famiglia Ligorio, a destra quello dei Del Pezzo, eseguiti rispettivamente il primo da Giovanni da Nola nel 1532 ed il secondo da Girolamo Santacroce nel 1524. L'altare Ligorio è caratterizzato al centro dalla statua della Madonna del Soccorso, con ai lati i santi Andrea e Girolamo, mentre nel paliotto è il rilievo di San Francesco di Paola che salva i viandanti sepolti da una frana. L'altare Del Pezzo invece mostra al centro una Madonna col Bambino con ai lati i santi Pietro e Giovanni Battista, mentre nel paliotto è il rilievo di Cristo e san Pietro sulle acque del lago Tiberiade. Nella parte superiore della parete, invece, vi è un ciclo di affreschi decorativo con angeli, opera di inizio Seicento di Battistello Caracciolo. Esso incornicia l'organo a canne, posto al centro della cantoria e racchiuso entro una cassa lignea dorata fastosamente decorata, attribuita a Mario Cartaro e risalente al 1591-1592. Lo strumento venne realizzato dal Alessandro Fabri, e dallo stesso ampliato nel 1607. Nel 1687 Andrea Basso iniziò un'opera di ricostruzione che venne completata dieci anni più tardi da Cesare Catarinozzi. Nuove modifiche furono apportate nel 1904 dai Fratelli Lingiardi e nel 1950 da Pietro Petillo. Attualmente l'organo, a trasmissione meccanica, ha 13 registri su due manuali (dei quali il secondo mai attivato) e pedale.

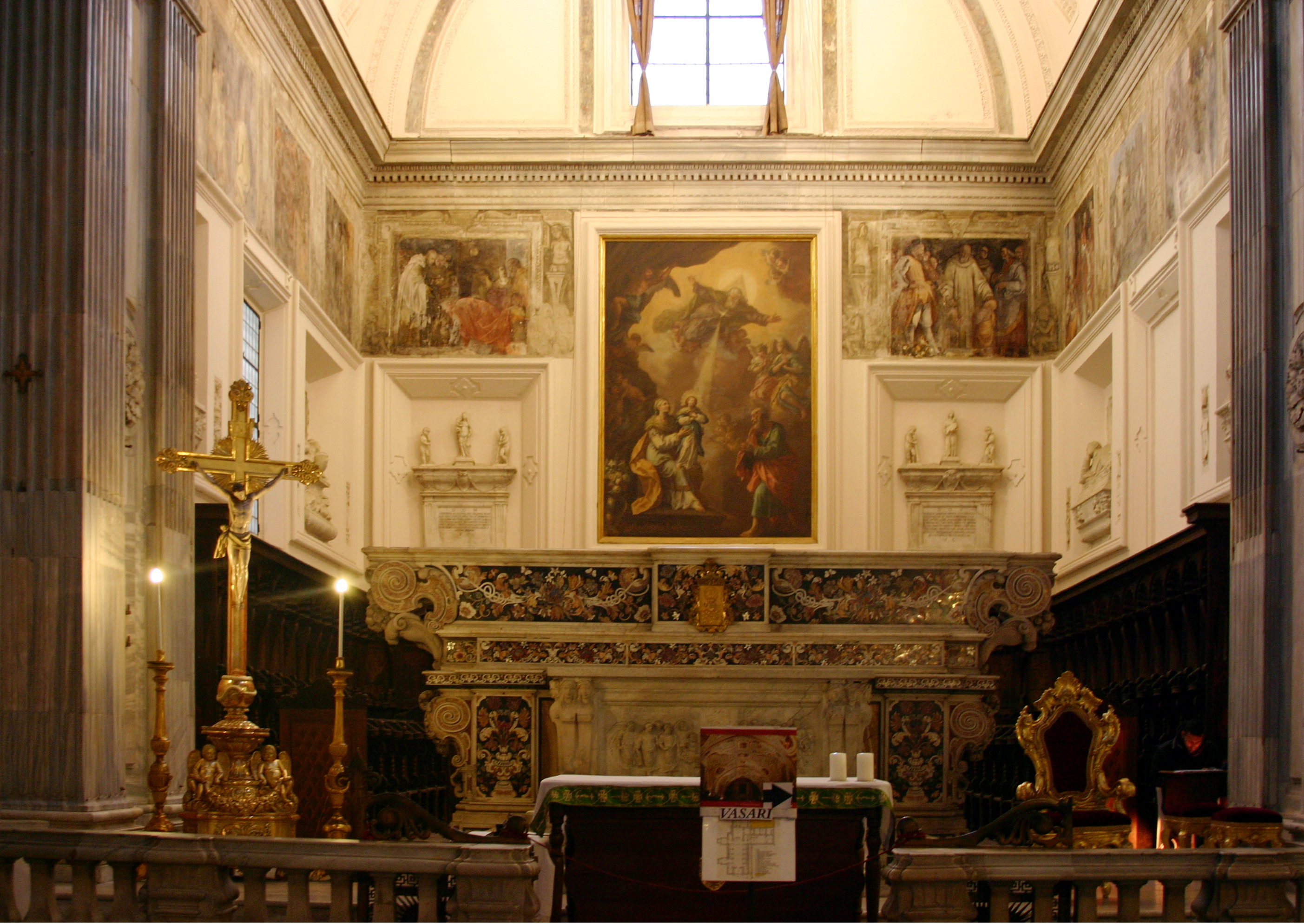
Abside

Il presbiterio fu aggiunto nel XVI secolo e all'interno delle quattro cappelle che lo caratterizzano è conservata una vera e propria antologia della scultura del Quattrocento e del Cinquecento. Sono infatti presenti opere in terracotta di Guido Mazzoni, sculture di Antonio Rossellino, Benedetto da Maiano, Giovanni da Nola, Pedro de Rubiales e altri.
L'altare maggiore fu eseguito su disegno di Giovan Domenico Vinaccia da Bartolomeo e Pietro Ghetti nella seconda metà del XVII secolo, mentre all'angolo destro del transetto, alcuni corridoi conducono alla sacrestia del Vasari. La tribuna alle spalle risale ai lavori di Giovan Battista Cavagna del 1591. In alto sono collocati affreschi del Cinque-Seicento su Storie di san Benedetto. Sulla parete destra sono i monumenti funebri a Giovan Paolo Vassalli e Nicola Asciomo, entrambi del 1500 e attribuiti alla bottega di Tommaso Malvito, di cui è certa l'attribuzione della statua del Vassalli sul suo sarcofago. Lungo la parete sinistra sono invece collocati i monumenti funebri di Fabio Barattuccio e di Giovanni Artaldo, il primo opera di Antonino De Marco e Antonino De Palma, il secondo di Giovanni Tommaso Malvito. Gli stalli lignei intarsiati e intagliati lungo le pareti dell'abside risalgono al Cinquecento e sono opera di Giovanni Francesco d'Arezzo, mentre sulla parete frontale è posta la tela centrale della Educazione della Vergine è di Angelo Mozzillo e risale ai primi dell'Ottocento. Ai lati della pala sono infine due targhe commemorative sormontate entrambe da sculture della Madonna col bambino tra due putti che ricordano Alfonso I d'Aragona e Gorello Origlia, fondatori della chiesa olivetana.

#### Cappelle laterali

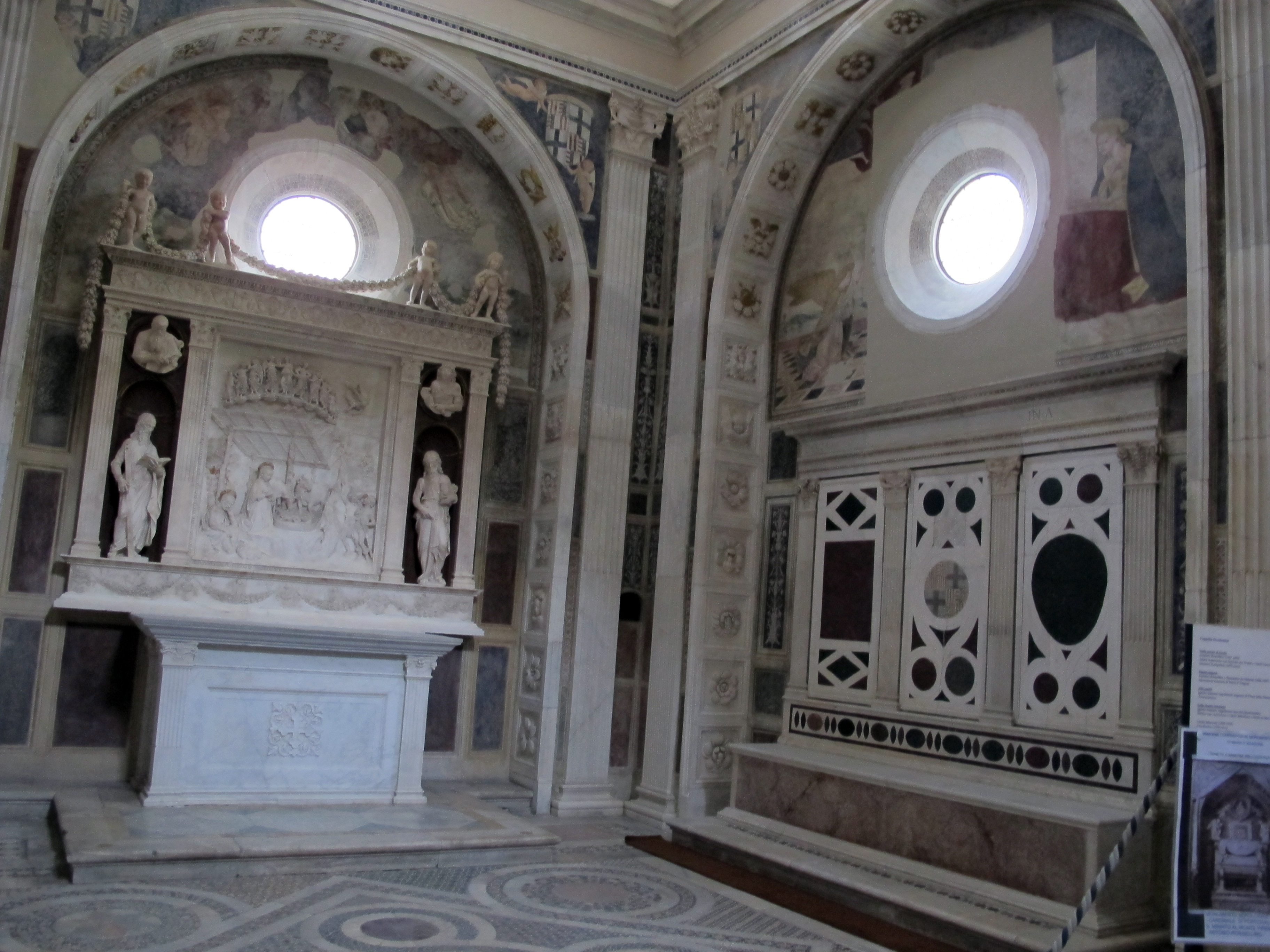
Cappella Piccolomini

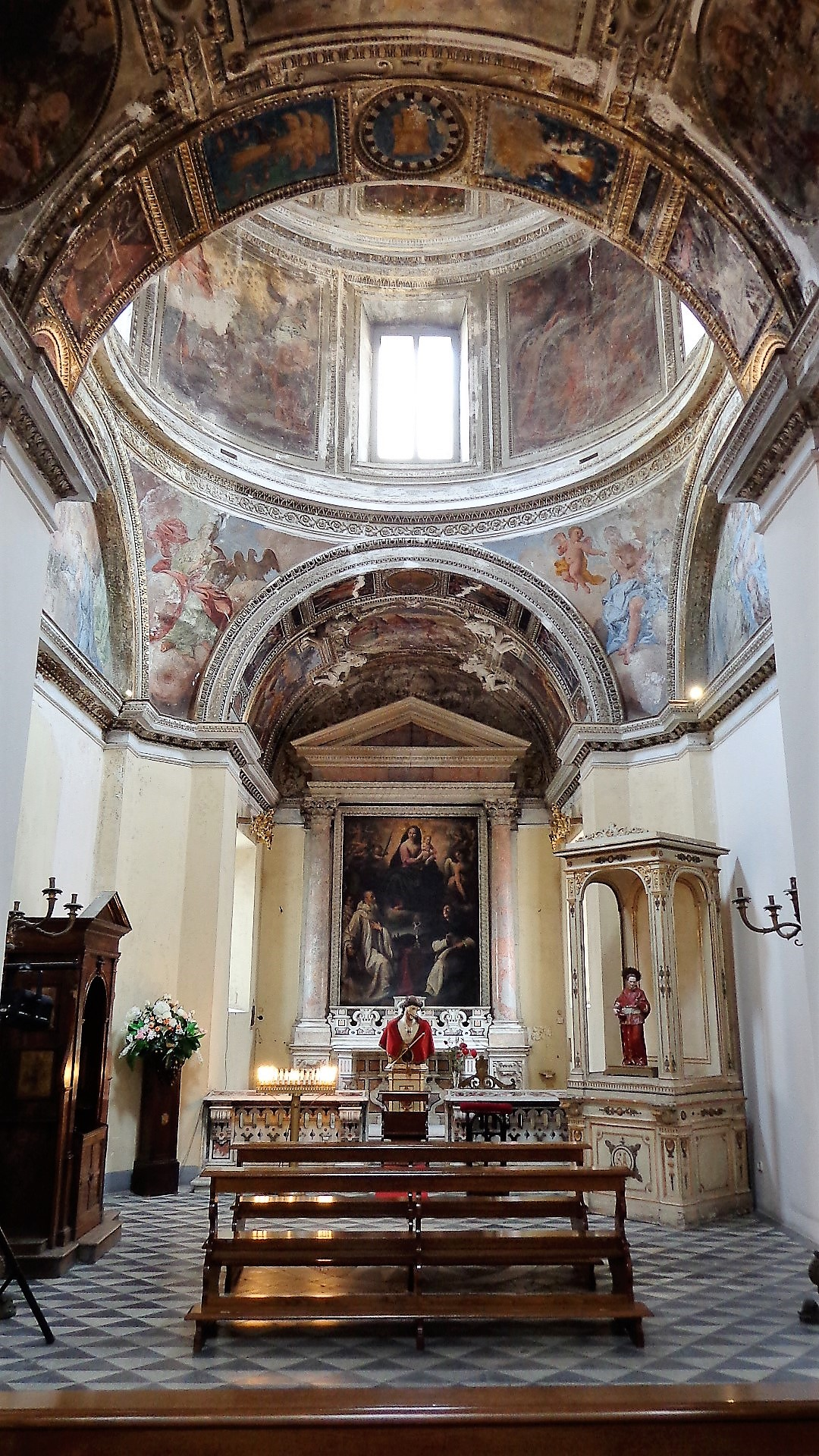
Cappella d'Avalos

Il primo ambiente che si snoda sul lato sinistro è decorato nella parete frontale con un altorilievo del 1550 circa di Giulio Mazzoni riprendente la scena della Crocefissione, con Maria, San Giovanni e la Maddalena, mentre sulla destra è una tavola sull'Ascensione con i santi Sebastiano e Nicola da Bari di inizio Cinquecento di ignoto autore meridionale. Sulla sinistra, un arco decorato con fregi apre invece l'accesso alla cappella Piccolomini, che costituisce di fatto una delle più rilevanti della chiesa essendo infatti un esempio tipico di architettura rinascimentale fiorentina a Napoli. Vi lavorarono Giuliano da Maiano, il fratello Benedetto e Antonio Rossellino, riproponendo lo schema della cappella del Cardinale del Portogallo nella chiesa di San Miniato al Monte a Firenze.
La seconda cappella è quella d'Avalos. Essa si presenta di forma più allungata rispetto alle altre: sul fondo è l'altare maggiore con una tela di Fabrizio Santafede raffigurante la Madonna col Bambino e i santi Benedetto e Tommaso d'Aquino del 1606, mentre gli affreschi con le Storie del Vecchio e Nuovo Testamento di Giovan Antonio Arditi e Antonio Sarnelli caratterizzano la cupola, il tamburo e il sottarco d'ingresso alla cappella.
La terza cappella è dedicata ai santi Mauro e Placido ed ospita una pala d'altare firmata e datata 1708 di Paolo de Matteis raffigurante la Madonna col Bambino tra i santi Mauro e Placido e affreschi sulla volta e nelle lunette di Nicola Malinconico raffiguranti la Gloria e le Storie dei santi. Le pareti laterali invece presentano due monumenti funebri, uno, a sinistra, di ignoto maestro napoletano del 1576 dedicato a Giovanni e Carlo Rapario con un rilievo marmoreo della Flagellazione, l'altro monumento sepolcrale, a destra, è invece dedicato a Grazia Cavaniglia ed è opera di Jacopo della Pila del 1470 circa.
Segue poi la cappella Porcinari, nella quale sono presenti alle pareti affreschi sulle Storie di san Bernardo Tolomei di Francesco Di Maria, nella parete frontale, la tela sul Beato Bernardo Tolomei che dà la regola dell'ordine di Carlo Rosa, mentre nella volta sono affreschi di Paolo De Matteis ancora sul santo.
La quinta e ultima cappella di sinistra è dedicata a San Giovanni Battista ed ospita sull'altare la scultura di Giovanni da Nola del 1516 di San Giovanni Battista. Di Jacopo della Pila invece è l'Annunciazione ed il bassorilievo con la Pietà nel paliotto, risalente alla prima metà del Cinquecento. Del De Matteis sono invece gli affreschi con Glorie e Vite del santo, mentre altri elementi decorativi della cappella risalgono alla bottega del da Nola.

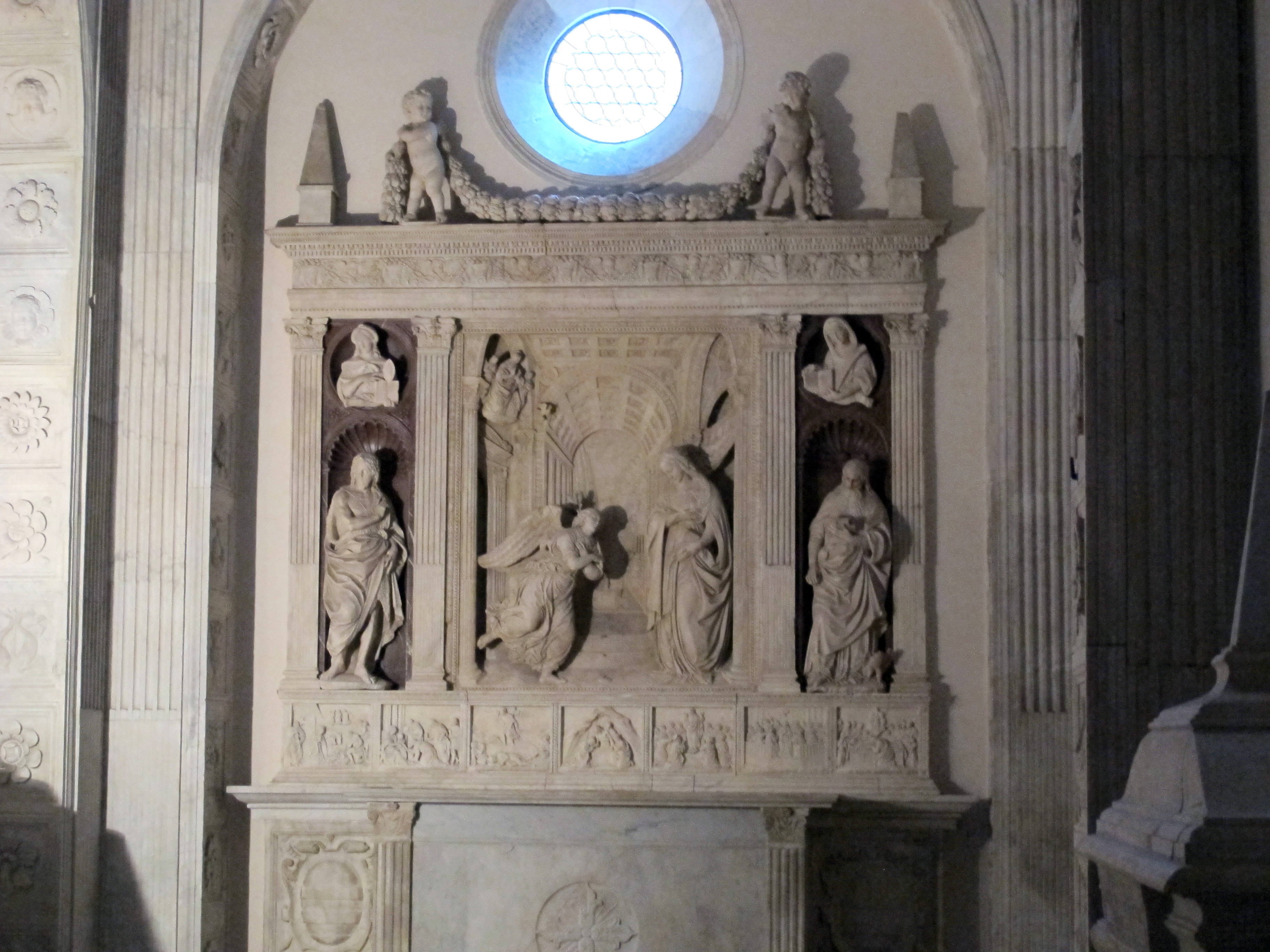
Cappella Correale: altare dell'Annunciazione di Benedetto da Maiano

La prima cappella sul lato destro è la Mastrogiudice, caratterizzata da un'opera scultorea raffigurante la Madonna col Bambino e San Giovannino tra i santi Gerolamo e Andrea di Giovanni da Nola, tombe dei Mastrogiudice di inizio Seicento eseguite da Girolamo D'Auria, un organo monumentale della fine del XVII secolo e cicli di affreschi di Battistello Caracciolo. Si snoda invece sulla destra la cappella Correale (o dell'Annunciazione), molto vicina ai modi di Giuliano da Maiano con un altare marmoreo dell'Annunciazione di Benedetto da Maiano del 1489, decorato con statue di San Giovanni Evangelista e Battista ai lati, con al centro in altorilievo la scena dell'Annunciazione. Recenti studi hanno dimostrato come a tale altare abbiano lavorato anche altri 14 giovani artisti toscani, tra i quali probabilmente anche un giovanissimo Michelangelo Buonarroti, in particolare nel putto in torsione presente nella parte in alto a destra dell’altare. Sopra i due santi sono i rilievi nei tondi di martiri, mentre nella predella sono i bassorilievi con le Scene della vita di Gesù. Nella prete sinistra è il monumento funebre a Marino Correale del 1490, mentre sulla destra è un bancale marmoreo quattrocentesco.
La seconda cappella è intitolata a santa Francesca Romana. La cappella è caratterizzata alle pareti laterali da due dipinti su Storie della vita di Santa Francesca Romana di Vincenzo Fato, nelle lunette e nella volta invece da affreschi di Giuseppe Simonelli raffiguranti storie della santa e dalla pala d'altare ancora sulla santa di Giovan Battista Lama.

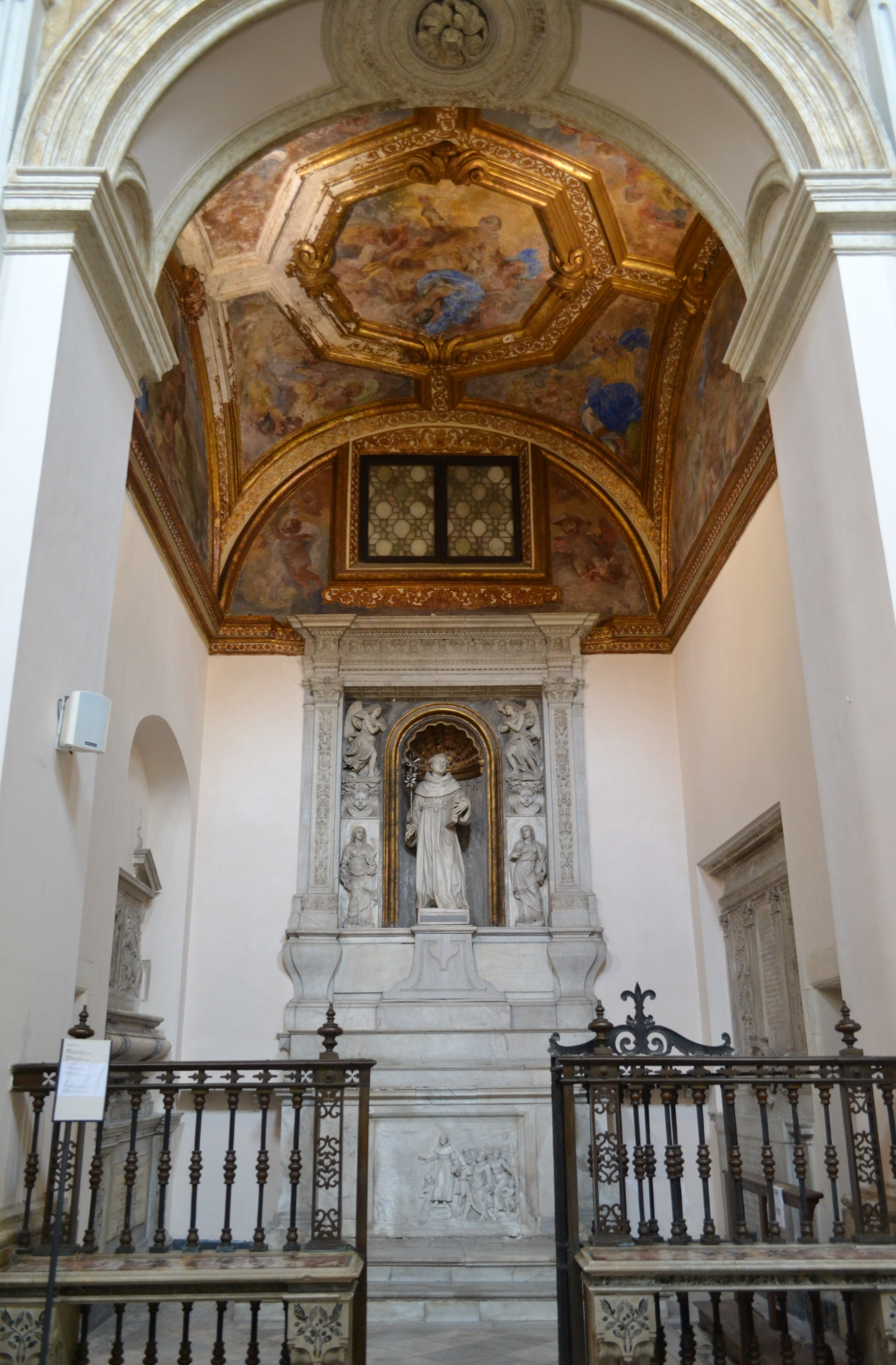
Cappella di Sant'Antonio da Padova

La cappella di sant'Antonio da Padova vede affreschi di Nicola Malinconico con Storie della vita di sant'Antonio e sull'altare della parete frontale, due opere di Annibale Caccavello con la statua di Sant'Antonio da Padova e nel paliotto il rilievo con la Predica di sant'Antonio.
Segue poi la cappella Scala, che accoglie i resti di militari della famiglia Scala, di probabile origine spagnola. Tali resti sono ospitati sotto la lapide posta al centro del pavimento a fiori di marmo rossi, bianchi e neri. Alcune fonti del XVII secolo riferiscono dell'esistenza di una lapide dedicata a Galzerano e Livio Scala, la quale non è però più visibile. La cappella mostra sulla parete di fondo un altare del Settecento, sormontato da un crocifisso ligneo di ignoto maestro, nonché un ciclo di affreschi di Nicola Malinconico raffiguranti Storie della vita di Cristo.
L'ultima cappella di destra è quella di san Cristoforo. L'ambiente vede sull'altare è un San Cristoforo di Francesco Solimena, su una parete è il monumento funebre a Cesare Bosco di Matteo Bottiglieri e nella volta affreschi raffiguranti Storie della vita di san Cristoforo di Giuseppe Simonelli.

#### Cappelle presbiteriali
Le cappelle lungo la parete presbiteriale sono sostanzialmente tre: nella parete frontale presbiteriale di sinistra è la cappella Tolosa, a sinistra dell'abside è la cappella Savarese, a destra quella Orefice mentre sulla parete di fondo destra un passaggetto con corridoio conduce all'oratorio del Santo Sacramento ed alle due sacrestie.
La cappella Tolosa, costruita tra il 1492 ed il 1495 su volontà del mercante spagnolo Paolo Tolosa, è attribuita a Giuliano da Maiano e presenta chiari temi architettonici di stampo rinascimentale riconducibili alla sacrestia di Brunelleschi in San Lorenzo a Firenze. Quattrocenteschi sono gli affreschi di Cristoforo Scacco di Verona che decorano le pareti, così come il trittico di Reginaldo Piramo da Monopoli posto sopra l'altare che riprende la Madonna in trono tra i santi Andrea e Girolamo. I tondi in terracotta sulla cupola sono invece opere della bottega dei Della Robbia e raffigurano i quattro Evangelisti, probabilmente destinati alla cappella Piccolomini, mentre gli stalli lignei intarsiati lungo la fascia inferiore delle pareti, sono quelli utilizzati in parte anche per la sacrestia Vecchia del Vasari.
La cappella Savarese vede sulla parete frontale un affresco di ignoto autore databile intorno agli inizi del Quattrocento con una Madonna col Bambino tra i santi Pietro e Agostino, con sotto una Pietà, mentre caratterizzano le pareti laterali due tele di Carlo Sellitto risalenti al 1608: Consegna delle chiavi a san Pietro e San Pietro salvato dalle acque.
La cappella Orefice, decorata in marmi policromi da maestri carraresi sul finire del Cinquecento, offre invece cicli di affreschi di Luigi Rodriguez su Storie e Virtù della Vergine e, su entrambe le pareti laterali, i monumenti funebri a Antonio Orefice e suo figlio, opere di Girolamo D'Auria.

#### Cappella dell'Assunta e oratorio del Santo Sacramento
Un accesso in corrispondenza della parete di fondo destra del presbiterio funge da passaggetto per altri ambienti della chiesa. Immediatamente di fronte è l'oratorio del Santo Sacramento, mentre svoltando a sinistra, un corridoio conduce prima alla cappella dell'Assunta, e poi conclude alle sacrestie.
L'oratorio del Santo Sacramento si compone di tre cappelle che si aprono in successione tra loro. La prima è la cappella Fiodo, caratterizzata alle pareti laterali da alcuni monumenti funebri. Da un lato vi è la cappella della famiglia d'Alessandro del seggio di Porto con il rimasto monumento sepolcrale di Antonio d'Alessandro e sua moglie Maddalena Riccio, lui barone di Cardito e grande diplomatico e giurista italiano, lei una nobile napoletana dei patrizi di Nido. L'intera opera appartiene a Giovan Tommaso Malvito ed è datata 1491. Il tumulo marmoreo è formato dalle figure scolpite della coppia di coniugi con i loro fedeli cani (consuetudine rappresentativa della famiglia d'Alessandro) e si legge la seguente frase "ANTONII DE ALEXANDRO, & MAGDALENAE RICIE CONIUGUM.QUOS DEUS CONIUXIT HOMO NON SEPERET". La cappella, voluta dal detto ambasciatore-giurisperito Antonio, doveva occupare un'area più estesa vista la presenza di un artistico sedile funerario e probabilmente di un altare per le celebrazioni (che ,a detta degli studiosi seicenteschi D'Engenio e De Lellis, era sormontato da una tavola pittorica, "la Presentazione al Tempio",di Leonardo da Pistoia) poi andato perso nel corso del settecento. Il sedile presenta l'arma gentilizia dei d'Alessandro: un leone rampante attraversato da banda obliqua sormontata da tre stelle ad otto punte. Vi sormonta una lunetta ad altorilievo con la "Madonna con il Bambino" e due Angeli inginocchiali ai lati, oltre alla scritta:  "ANTONIUS DE ALEXANDRO IURICONSULTUS AD SUAS ET SUOR.RELIQUIAS QUOSQUE OMNES RESURGAMUS REPONENDA. SACELLUM CONSTRUXIT ET REDEMPTORI NOSTRO DICAVIT MCCCCLXXXXI".La tunica diplomatica del d'Alessandro è rappresentata con la presenza della bandoliera con le insegne dell'Ordine della Giara. La cappella, di cui la Famiglia d'Alessandro ha goduto di Jus patronato fino a tutto il XVIII secolo,  fu ereditata e sistemata dal di lui nipote Fulvio di Mercurio del ramo baronale di Cardito nel corso del seicento per poi passare al ramo ducale dei d'Alessandro di Castel di Lino (Castellina sul Biferno), pagandone le rispettive doti annuali.

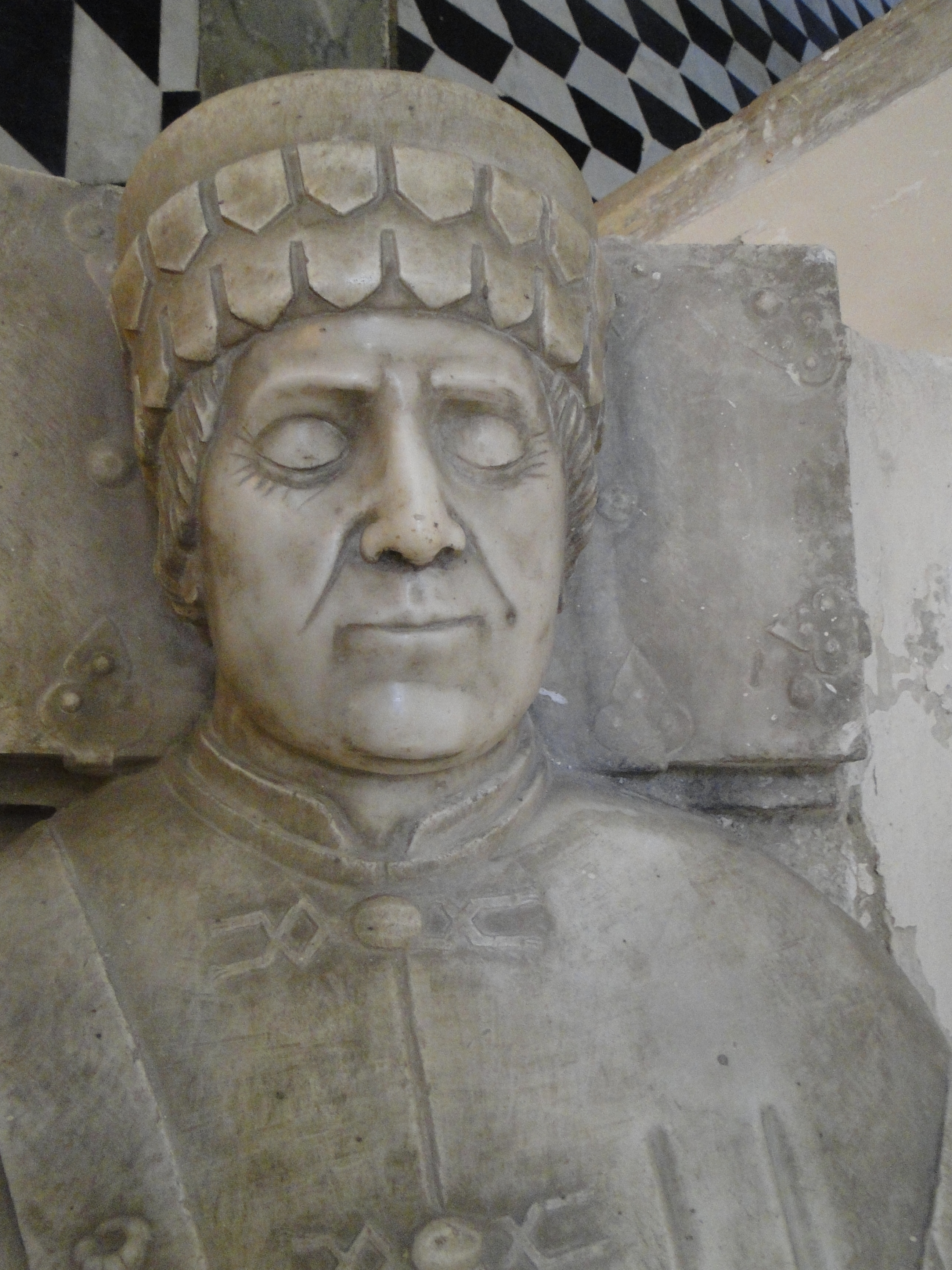
Monumento funebre di Antonio D'Alessandro

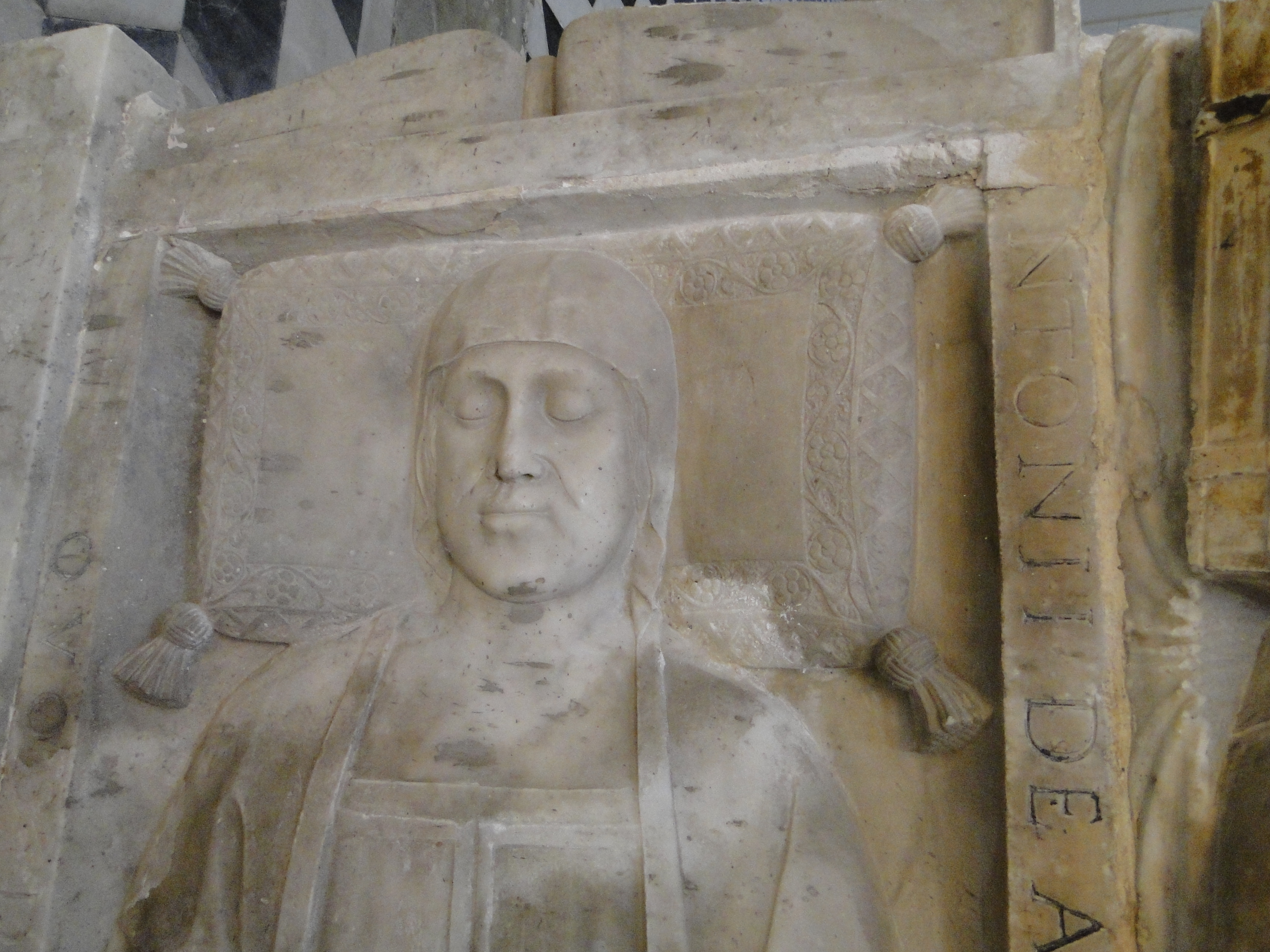
Monumento funebre di Maddalena Riccio

Dall'altro vi è il monumento funebre di Antonio Fiodo di Francesco da Sangallo e Bernardino del Moro. La cappella successiva, Origlia, vede lungo la parete sinistra le Storie di Giacobbe e Esaù che vende la primogenitura, di Pedro de Rubiales. Nella terza e ultima cappella, del Compianto, è ospitato infine il gruppo scultoreo del Compianto sul Cristo morto di Guido Mazzoni del 1492. Sulla parete di fondo è il Calvario di Giuseppe Mastroleo, mentre alle pareti laterali sono due bassorilievi: a destra la Sepoltura di Gesù, attribuita a Girolamo D'Auria, a sinistra la Resurrezione, datata 1567.
La cappella dell'Assunta è caratterizzata invece da un pavimento maiolicato, cicli di affreschi sulla volta, una pala d'altare di Fabrizio Santafede raffigurante l'Assunzione della Vergine con al lato un affresco di Giorgio Vasari raffigurante un Ritratto di monaco olivetano.

#### Sacrestia Nuova e Vecchia

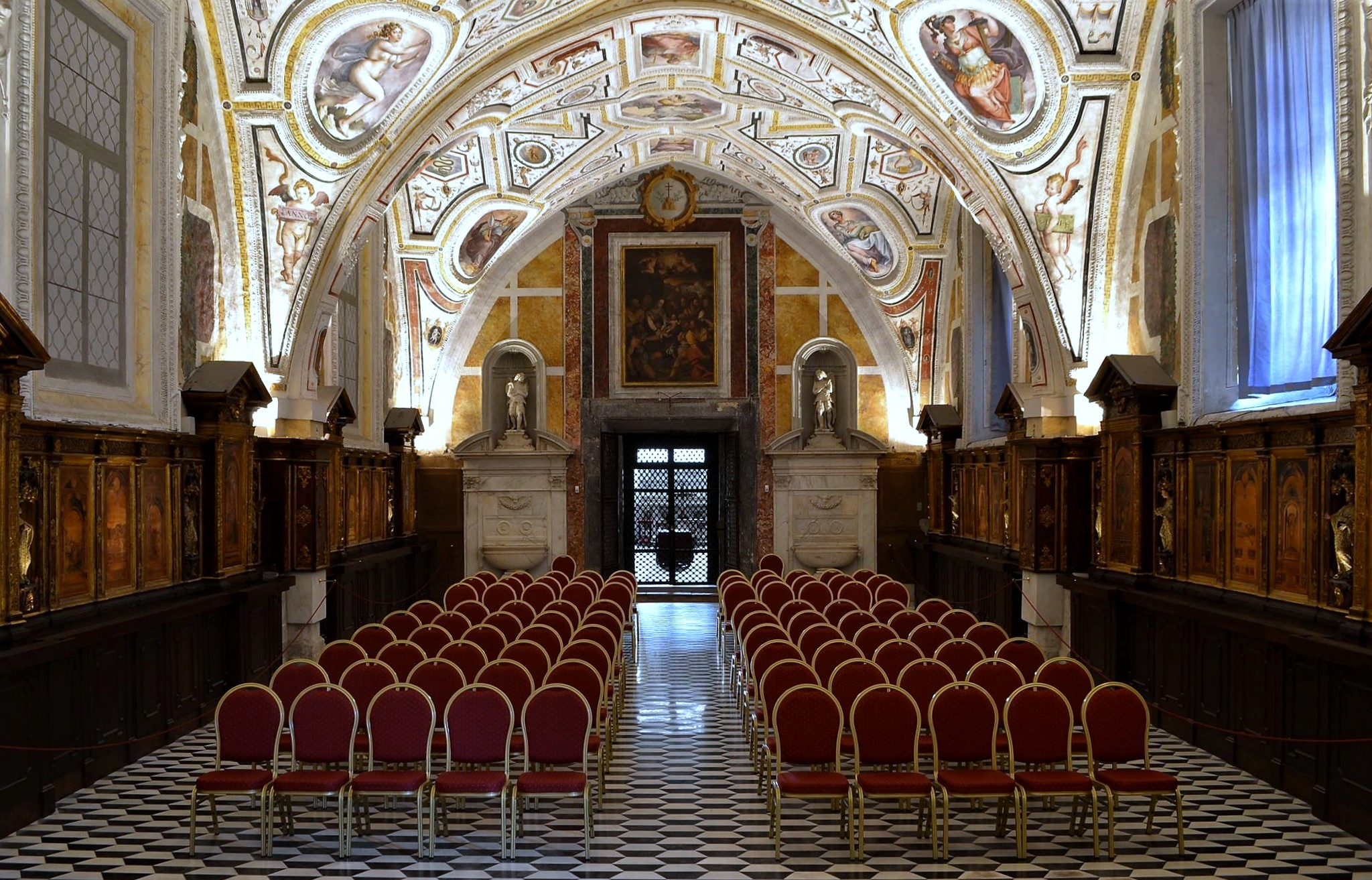
Sacrestia del Vasari (o Vecchia)

Al termine del corridoio che si snoda dietro la zona absidale della chiesa, dopo la cappella dell'Assunta, si aprono a sinistra la sacrestia Nuova, con alcune decorazioni nella volta che rimandano a quelle vasariane e caratterizzata dalla pala d'altare del Crocifisso con santi di Giuseppe Mastroleo, e a destra la sacrestia Vecchia, o del Vasari, ex refettorio del monastero olivetano che vede la presenza nella volta di affreschi del maestro aretino con allegorie (1544) e lungo la fascia inferiore delle pareti, di mobilia seicentesca con stalli lignei decorati con tarsie realizzate da Fra Giovanni da Verona tra il 1506 e il 1510 e già utilizzate per la cappella Tolosa.

## Monastero
Adiacente alla chiesa, alla destra della facciata principale si sviluppa l'ex monastero di Santa Maria di Monteoliveto, soppresso nel 1799 e riadattato a uso diverso, sia privato che pubblico, tra cui spicca quello di aver ospitato nel 1848 il Parlamento napoletano.
I chiostri di Monteoliveto che componevano il complesso monastico erano in origine quattro, poi successivamente tutti sconnessi dall'edificio di culto. Tre di questi fanno oggi parte della caserma dei Carabinieri "Pastrengo", la cui facciata principale è adiacente alla chiesa, alla sua destra, mentre il chiostro grande, il principale del monastero e quello di cui ancora oggi è in parte visibile la facciata d'ingresso e l'interno, è stato destinato ad abitazioni private.